# Liêm Sơn
Liêm Sơn là một xã thuộc huyện Thanh Liêm, tỉnh Hà Nam, Việt Nam.

## Địa lý
Xã có diện tích 11,71 km², dân số năm 1999 là 8.347 người, mật độ dân số đạt 713 người/km².

## Hành chính
Xã Liêm Sơn được chia thành 8 thôn: Hạ Trung Ninh, Kênh Truật, Khoái, Nghè, Quán, Lê Mỹ, Sọng Nội Lẻ, Chanh Thượng.